# Єніфоча
Єніфоча (тур. Yenifoça або Yeni Foça; грец. Νέα Φώκαια — дослівно «Нова Фоча» або «Нова Фокея») — селище і муніципалітет в районі Фоча, провінція Ізмір, Туреччина.

## Опис

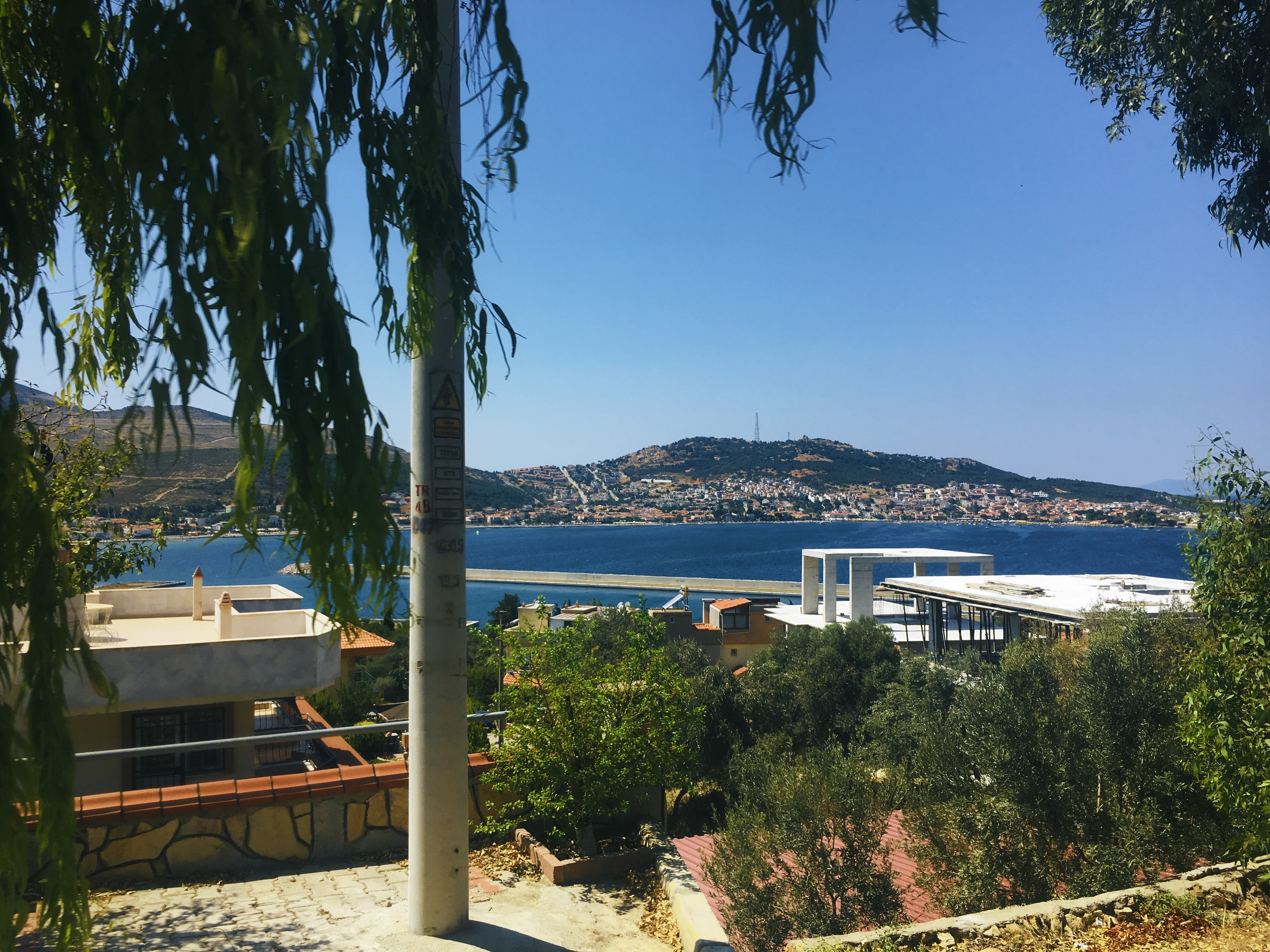
Вид на гавань Єніфочі зі сходу

Місто Єніфоча розташоване приблизно у 80 км на північний захід від міста Ізмір і на відстані 20 км на північний схід від міста Фоча. Оскільки назви Єніфоча та назва районного центру мають одне коріння, саму Фочу місцеві жителі часто у щоденній мові називають Ескіфоча (тур. Eskifoça — «стара Фоча»).
Єніфоча — це невеликий курорт, розташований навколо гавані, з великою кількістю старих будинків у османському чи грецькому стилях, які заповнюють його затишні вулиці. В останні роки це невелике містечко стало дуже популярним серед тих, хто шукає заміський другий дім, особливо з провінційного центру Ізміра, і бізнес агентств нерухомості значно процвітав.

## Історія

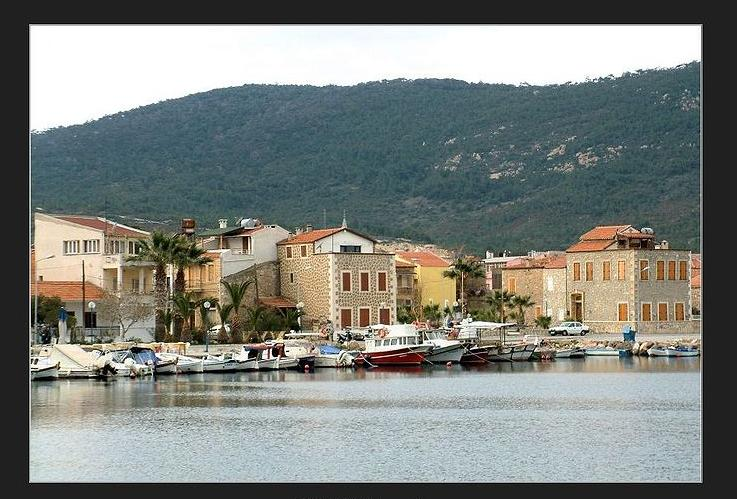
Набережна Єніфочі

В 1275 році візантійський імператор Михаїл VIII Палеолог надав права на видобуток галунів в околицях стародавнього грецького міста Фокея генуезькій родині Дзаккарія як феодальне володіння (сеньйорію).
Італійці заснували поруч з Фокеєю ще одне місто — Нову Фокею, ближчу до покладів. Відповідно, саму Фокею сталу називати Старою Фокеєю. В 1329 році Імператор Андронік III спорядив великий флот, який примусив родину Дзаккарія повернути Фокею під владу Візантії.
У 1346 р. Стару і Нову Фокею захоплює приватна ескадра генуезця генуезького адмірала Сімоне Віньйозо, що представляв компанію пайщиків «Маона Хіоса і Фокеї», створену спеціально для експлуатації колоній. Протягом Середньовіччя Нова Фокея була більш економічно активною з обох Фокей, головним чином завдяки багатим покладам галунів в околицях міста. Генуезці продовжували недовго контролювали місто навіть після захоплення османами Константинополя в 1453 році. Але вже у жовтні 1455 р. війська Мехмеда II Завойовника захопили Фокею, взяли в полон генуезьких торговців і власників копалень і обклали місцеве населення податками, а сто найкрасивіших фокейських дівчат і парубків відправили до столиці як подарунок султану.
12 травня 1649 року, у розпал Критської війни (1645—1669), гавань стала ареною морської битви, в якій зійшлись османський і венеційський флоти.
Під час майже п'ятисотлітнього османського панування місто зберігало переважно грецьке населене аж до різанини у Фокеї, здійсненої турками під час геноциду греків в 1914-1922 роках.